# Varfarin
Varfarin (Кumadin, Jantoven, Marevan, Lavarin, Varan, Varfant) je antikoagulans. On deluje na jetru i umanjuje količinu ključnih proteina krvi koji omogućavaju formiranje ugrušaka krvi.
On je prvobitno bio na tržištu kao pesticid protiv pacova i miševa, i još uvek se koristi za tu svrhu, mada su potentniji otrovi kao što je brodifakum u međuvremenu razvijeni. Nekoliko godina nakon njegovog izlaska na tržište, utvrđeno je da je varfarin efektivan i relativno bezbedan lek za sprečavanje tromboze i embolizma (abnormalne formacije i migracije krvnih ugrušaka) kod mnogih poremećaja. On je odobren za upotrebu kao lek tokom ranih 1950-tih i zadržao je popularnost do danas. Varfarin je jedan od najšire propisivanih antikoagulanasa.
Uprkos njegove efektivnosti, primena varfarina ima nekoliko nedostataka. Niz često korištenih lekova formira interakcije sa varfarinom, kao i neke vrste hrane (posebno sveža biljna hrana koja sadrži vitamin K). Aktivnost varfarina se mora pratiti putem testiranja krvi za veličinu internacionalnog normalizovanog odnosa (INR) da bi se primenila adekvatna i sigurna doza. Visoka INR vrednost je indikacija visokog rizika pojave krvarenja, dok INR vrednost ispod terapeutskog nivoa indicira da je doza varfarina nedovoljna za zaštitu od tromboembolijskih pojava.
Varfarin i srodni molekuli koji sadrže 4-hidroksikumarin umanjuju koagulaciju krvi putem inhibicije vitamin K epoksid reduktaze. Ona je enzim koji reciklira oksidovani vitamin K do njegove redukovane forme, nakon njegove participacije u karboksilaciji više proteina koji učestvuju u koagulaciji krvnih proteina, a prvenstveno protrombina i faktora VII. Iz tog razloga se lekovi ove klase nazivaju i antagonistima vitamina K. Nakon administracije, ovi lekovi ne vrše antikoagulaciju krvi momentalno. Umesto toga za početak njihovog dejstva je potrebno oko jedan dan dok faktori zgrušavanja, koje normalno formira jetra, ne nestanu putem prirodnog metabolizma. Dužina trajanja jedne doze varfarina je 2 do 5 dana. U normalnoj farmakološkoj terapiji doza leka se podešava tako da dođe do smanjenja faktora zgrušavanja za 30 do 50%.
Varfarin je sintetički derivat dikumarola, 4-hidroksikoumarinskog derivata mikotoksinskog antikoagulansa originalno otkrivenog u pokvarenoj stočnoj hrani koja sadrži kokotac (slatku detelinu). Dikumarol je izveden iz kumarina, mirisne supstance koja nema antikoagulaciona svojstva.
Ime varfarin potiče od njegovog mesta otkrića Univerziteta u Viskonsinu, kao i njegovog osnovnog jedinjenja kumarina.

## Stereokemija
Varfarin sadrži stereocentar i sastoji se od dva enantiomera. Ovo je racemat, tj. Smjesa od 1: 1 ( R ) i ( S ) - oblik:
| Enantiomer varfarina  | Enantiomer varfarina  |
| --------------------- | --------------------- |
| CAS-Nummer: 5543-58-8 | CAS-Nummer: 5543-57-7 |

## Spoljašnje veze
- Istorijske informacije Архивирано на веб-сајту  (5. фебруар 2012)
- Varfarin

|  | Molimo Vas, obratite pažnju na važno upozorenje u vezi sa temama iz oblasti medicine (zdravlja). |